# Megaloceros giganteus
Il megalocero (Megaloceros giganteus, Blumenbach, 1799), noto come megacero o cervo gigante, era un cervide vissuto nell'ecozona eurasiatica (regione Paleartica) durante Pleistocene ed Olocene.
È famoso per le sue dimensioni sorprendenti (circa due metri al garrese; considerando anche la testa e le corna circa 2,76 metri) e con un palco che poteva raggiungere anche i tre metri e mezzo di ampiezza (il nome della specie Megaloceros, in greco antico significa infatti dalle corna giganti).

## Distribuzione
Nonostante sia spesso conosciuto anche con il nome di alce irlandese, data l'elevata concentrazione di antichi resti fossili nelle zone acquitrinose dell'Irlanda (al Natural History Museum di Dublino è conservata una splendida collezione), la sua diffusione non era limitata alle isole britanniche, ma si estendeva fino al Lago Bajkal, in Russia.
Era più strettamente imparentato con i daini odierni che con le alci.
I cervi giganti sono tra i più caratteristici abitanti della megafauna del Pleistocene assieme ai mammut. L'areale di diffusione andava dall'Europa sino all'Asia centrale; i più antichi ritrovamenti di questa specie sono databili a 400.000 anni fa.

## Estinzione
Sino a pochi anni fa era opinione degli studiosi che l'estinzione del cervo gigante fosse avvenuta verso la fine dell'era glaciale, nel tardo Pleistocene, quindi più di 10.000 anni fa. Invece, il recente rinvenimento di alcuni resti fossili di due Megaloceros giganteus sull'isola di Man e nel sud ovest della Scozia ha portato gli scienziati a posticipare di più di mille anni la data della loro estinzione. Infatti, i test al radiocarbonio, effettuati per determinare la data di morte, hanno svelato che i due esemplari sono morti solo 9.200 e 9.400 anni fa, mentre in precedenza si riteneva che il cervo gigante si fosse estinto circa 10.600 anni fa. Questi risultati provano che questa specie, sopravvissuta sino alla fine dell'era glaciale, aveva popolato l'Eurasia anche in pieno Olocene, quando la temperatura terrestre era più temperata.

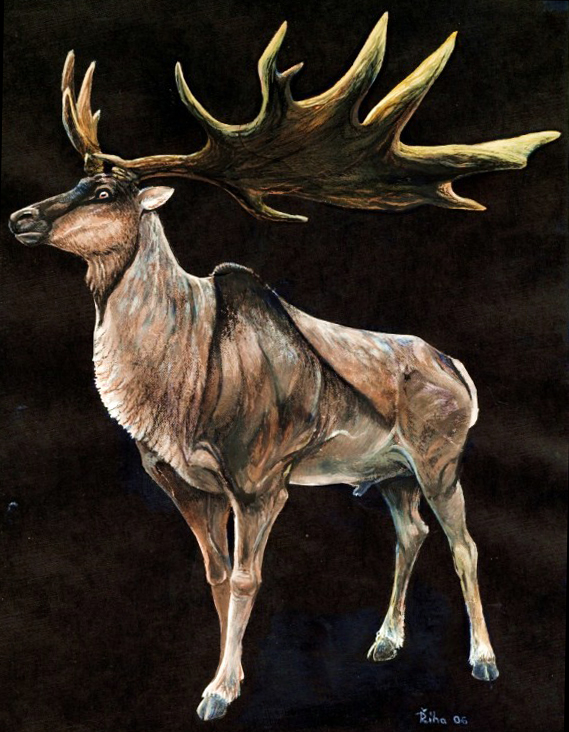
Ricostruzione di Megaloceros giganteus

Questa scoperta ha come prima importante conseguenza il fatto di avvalorare la tesi di chi sostiene che l'estinzione della megafauna non sia stata causata solo dal cambiamento climatico, ma anche dalla caccia sempre più efficiente e perfezionata dell'uomo di quei tempi. In base a tale teoria, sarebbe stato l'uomo a decretare l'estinzione di un'intera categoria di mammiferi che aveva dominato il pianeta per centinaia di migliaia di anni. Si tratta di una tesi suggestiva che però deve ancora essere suffragata da una sufficiente evidenza scientifica. Le maggiori difficoltà risiedono nel fatto che sinora non sono state ritrovate tracce di presenza umana antecedenti a 7.000 anni fa nell'area del bacino del mar d'Irlanda settentrionale.
I più recenti ritrovamenti della specie, avvenuti nella parte occidentale della Russia, sono stati datati con il radiocarbonio a 7.700 anni fa.

## Evoluzione
La comunità scientifica si trova invece d'accordo nel ritenere che il cervo gigante avesse assunto un aspetto meno maestoso per adeguarsi alle nuove condizioni climatiche, oltre che a causa della maggiore penuria di cibo e della competizione con altre specie di nuovi mammiferi. I due esemplari rinvenuti sull'isola di Man e nel sud ovest della Scozia hanno infatti una stazza più ridotta. Ciò è dovuto ad un fenomeno ben noto (detto insularismo) di rapida diminuzione della taglia dei grossi mammiferi che vivono nelle isole. 
La stessa sorte fu probabilmente condivisa anche dai mammut: questi enormi elefanti ricoperti di strato lanoso sarebbero sopravvissuti allo scioglimento dei ghiacci durante il passaggio tra il Pleistocene e l'Olocene. Oggi sappiamo che alcune specie della megafauna del Pleistocene sono sopravvissute in isole ai margini dei continenti e si sono estinte successivamente. 

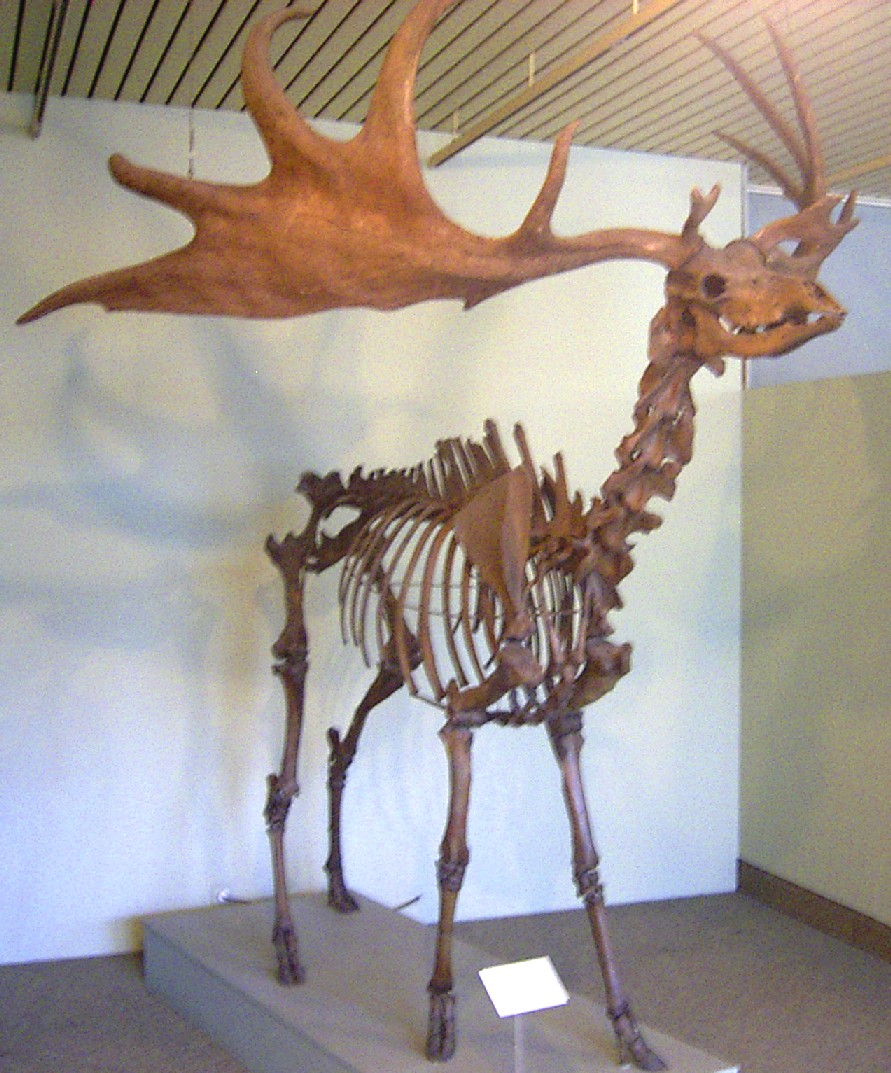
Ricostruzione fossile di Megaloceros giganteus

Sono state avanzate numerose teorie per spiegare le grandi dimensioni dei palchi del cervo gigante. In base ad una teoria accreditata, i palchi costituivano un richiamo sessuale: le femmine erano attratte dai maschi con i palchi più grandi, effettuando così una vera e propria selezione sessuale. C'è anche chi ritiene che tale evoluzione con il passare del tempo si rivelò penalizzante, incappando nel meccanismo conosciuto come fuga fisheriana, e concorse all'estinzione della specie quando, assieme alle condizioni climatiche, mutò anche l'habitat, e lo svantaggio di rimanere impigliato nei rami durante la corsa divenne più consistente. Tale teoria però viene criticata dallo studioso Stephen Jay Gould che, nel suo saggio Megaloceros, sostiene che le dimensioni dei palchi del cervo gigante non erano eccessive, ma esattamente in linea con le dimensioni e la stazza degli animali stessi, escludendo una qualche forma di selezione naturale al riguardo.
Tuttavia, studi recenti hanno dimostrato che i palchi del cervo gigante contribuirono probabilmente, per altri versi, alla sua estinzione. Infatti, per poter sviluppare i propri palchi il cervo gigante aveva bisogno di un alto contenuto di calcio e di fosfato, il che impoveriva parzialmente lo sviluppo della restante struttura ossea. Tale impoverimento era bilanciato però dalla sostanze minerali contenute nelle piante che costituivano la dieta alimentare di questi animali. Sembra dunque che durante la fase della crescita gli esemplari maschi di cervo gigante soffrissero di disturbi simili all'osteoporosi. Quando il delicato equilibrio stabilitosi tra l'animale ed il suo habitat naturale venne rotto dalle mutazioni climatiche, la vegetazione non fu più in grado di compensare sufficientemente lo sviluppo osseo del cervo gigante. A sua volta, la fragilità dei palchi, facilitò la caccia del cervo gigante da parte dell'uomo, decretandone, di fatto, l'estinzione.
Una grande collezione di scheletri di cervo gigante si trova nell'ala di storia naturale del Museo Nazionale d'Irlanda a Dublino.
Da alcune pitture rupestri in Francia, risulta che il cervo gigante era dotato di una gobba simile a quella del moderno cammello.